# Adolph Green
Adolph Green (2 de dezembro de 1914 – 23 de outubro de 2002) foi um compositor, letrista, roteirista e ator norte-americano. 
Adolph Green nasceu em Bronx, Nova Iorque, no dia 2 de dezembro de 1914, em uma família de imigrantes húngaros. Trabalhou em maior parte de sua carreira com Betty Comden. Em 1980, Green foi introduzido no Songwriters Hall of Fame. E, em 1981, ele foi introduzido no American Theater Hall of Fame.
Comden e Green receberam as honras do Prêmio Kennedy, em 1991.
Adolph Green faleceu aos 87 anos, em Manhattan, na cidade de Nova Iorque, NY.

## Literatura
- Thomas S. Hischak: The Oxford Companion to the American Musical: Theatre, Film, and Television. Oxford University Press 2008. ISBN 0-19-533533-3
- The New York Times: Adolph Green, Playwright and Lyricist, Dies at 87, Nachruf vom 25. Oktober 2002, New York NY 6.1857,14.Sept.ff. ISSN 0362-4331